# Wimveria divergens
Wimveria divergens är en nässeldjursart som först beskrevs av Nikolai Alexsandrovich Naumov 1960.  Wimveria divergens ingår i släktet Wimveria och familjen Kirchenpaueriidae. Inga underarter finns listade i Catalogue of Life.